# Chavanay
Chavanay is een gemeente in het Franse departement Loire (regio Auvergne-Rhône-Alpes) en telt 2288 inwoners (1999). De plaats maakt deel uit van het arrondissement Saint-Étienne.

## Geografie
De oppervlakte van Chavanay bedraagt 15,0 km², de bevolkingsdichtheid is 152,5 inwoners per km².
De onderstaande kaart toont de ligging van Chavanay met de belangrijkste infrastructuur en aangrenzende gemeenten.

## Demografie
Onderstaande figuur toont het verloop van het inwonertal (bron: INSEE-tellingen).